# Liste von Bauwerken in neuägyptischem Stil

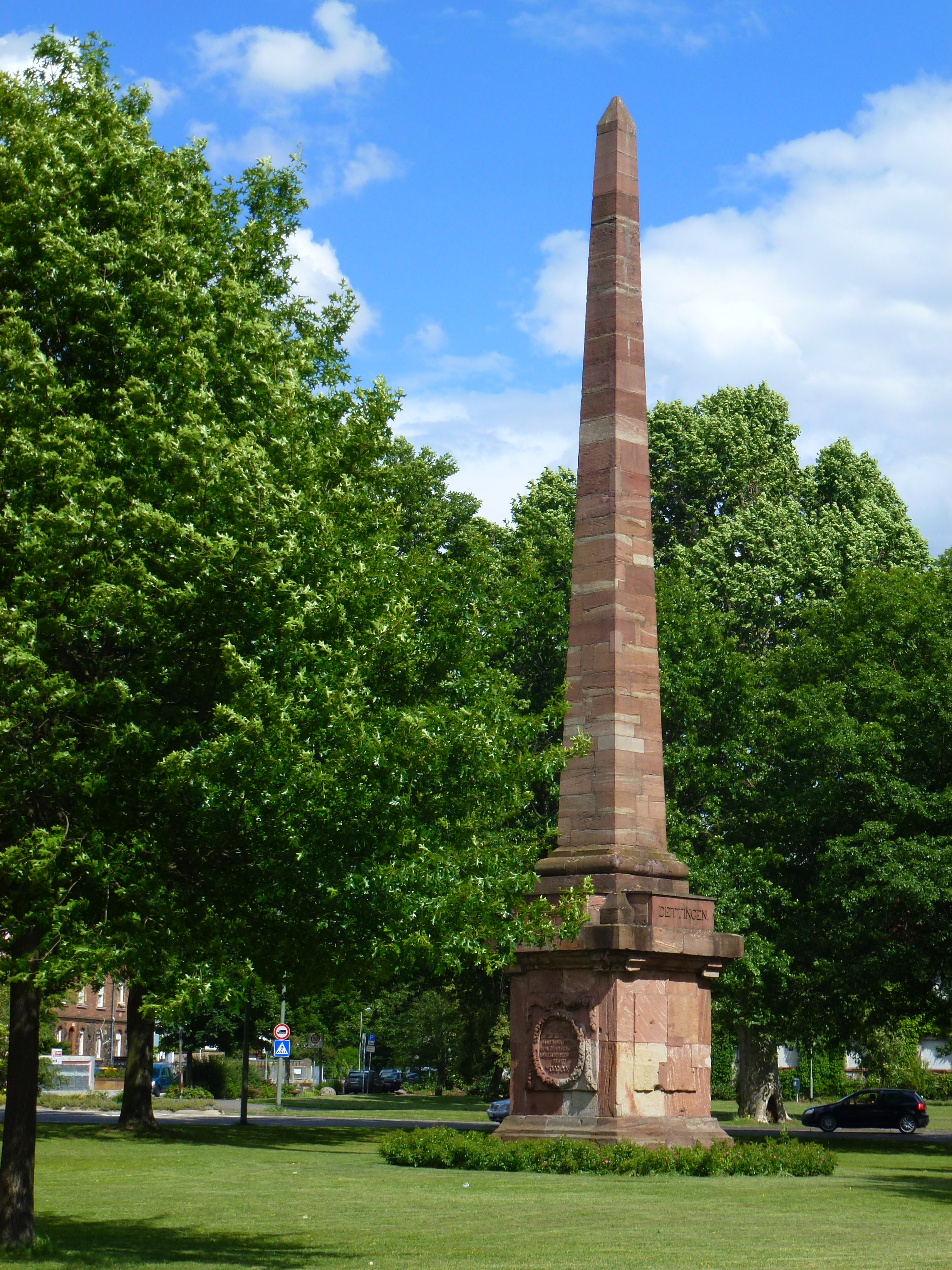
Ehrensäule, Hanau

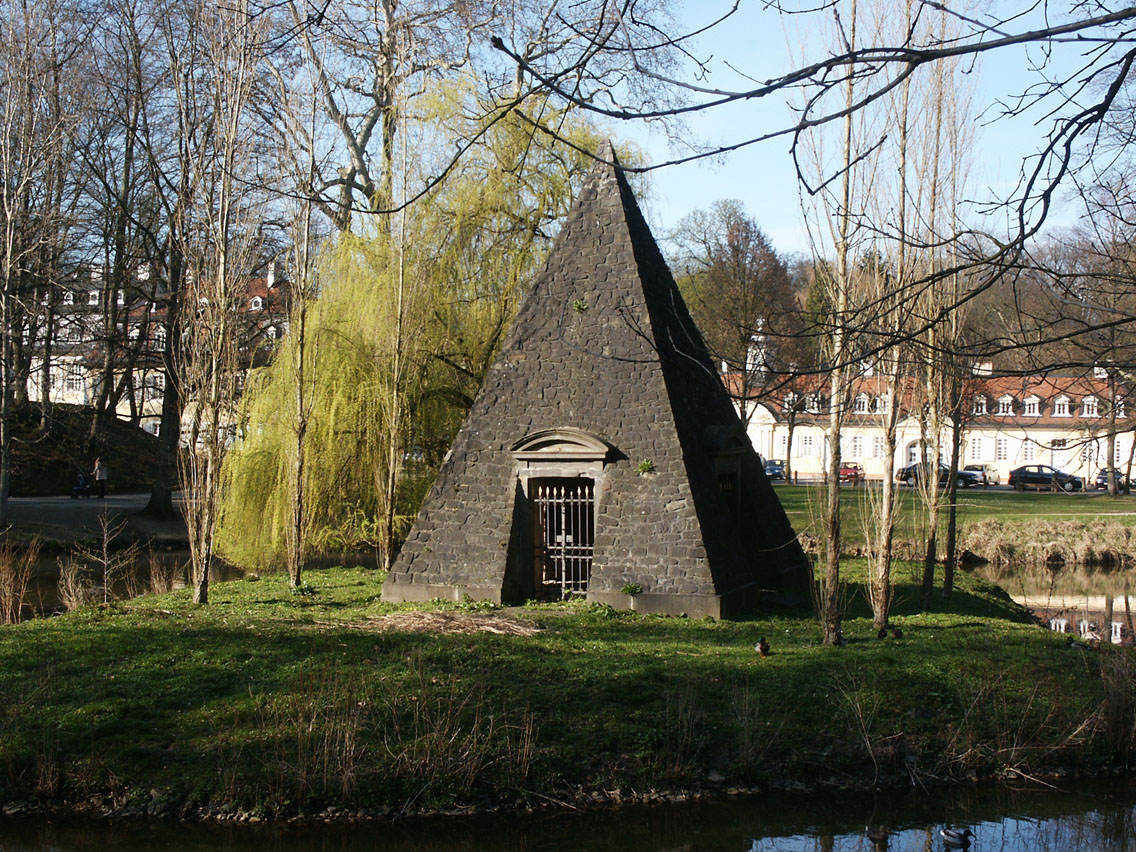
Pyramide zum Andenken an Prinz Friedrich von Hessen-Kassel (1772–1784) im Staatspark Wilhelmsbad, Hanau

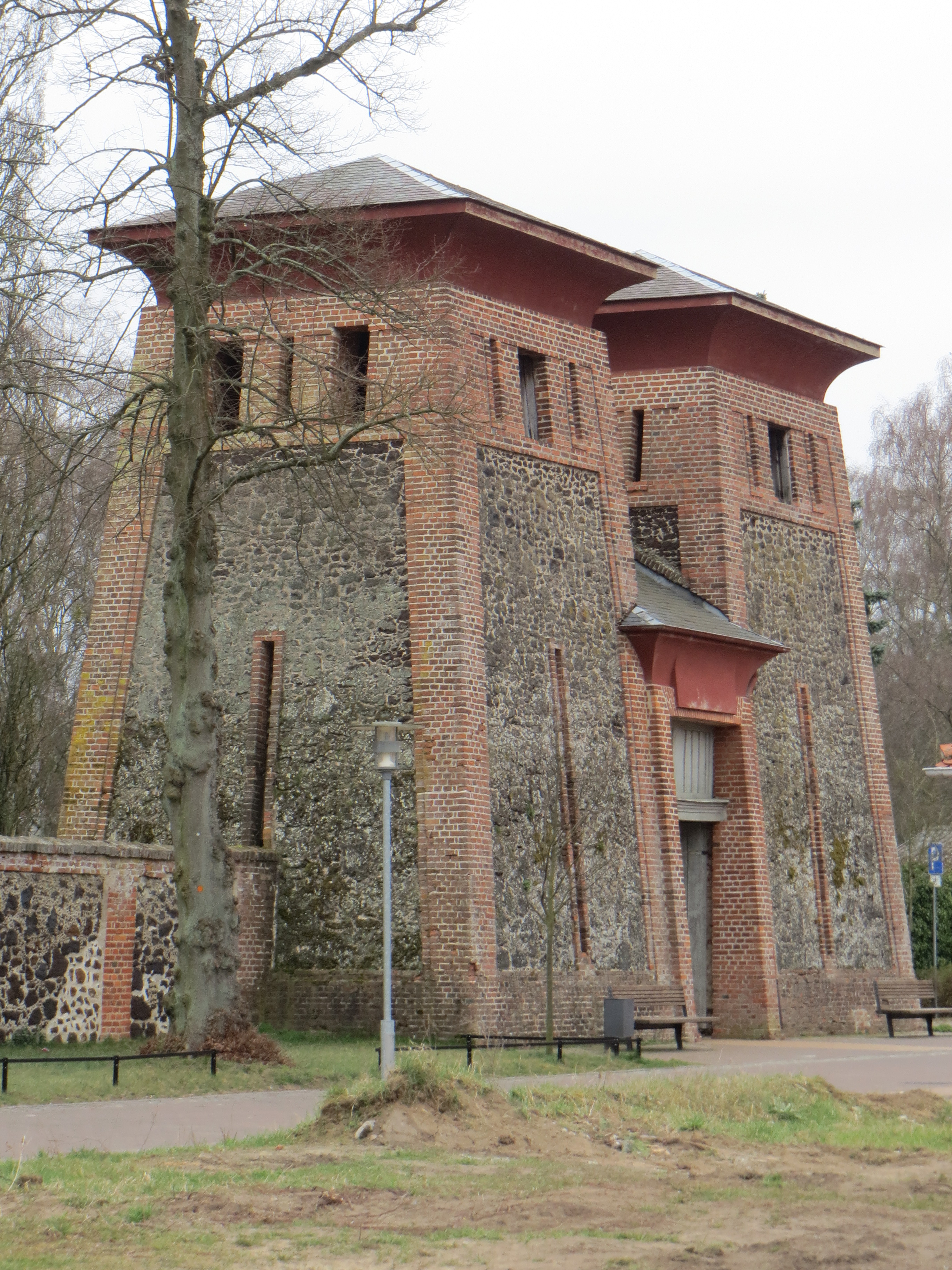
Eingang des Friedhofs Ludwigslust, 1791/92 von Johann Joachim Busch

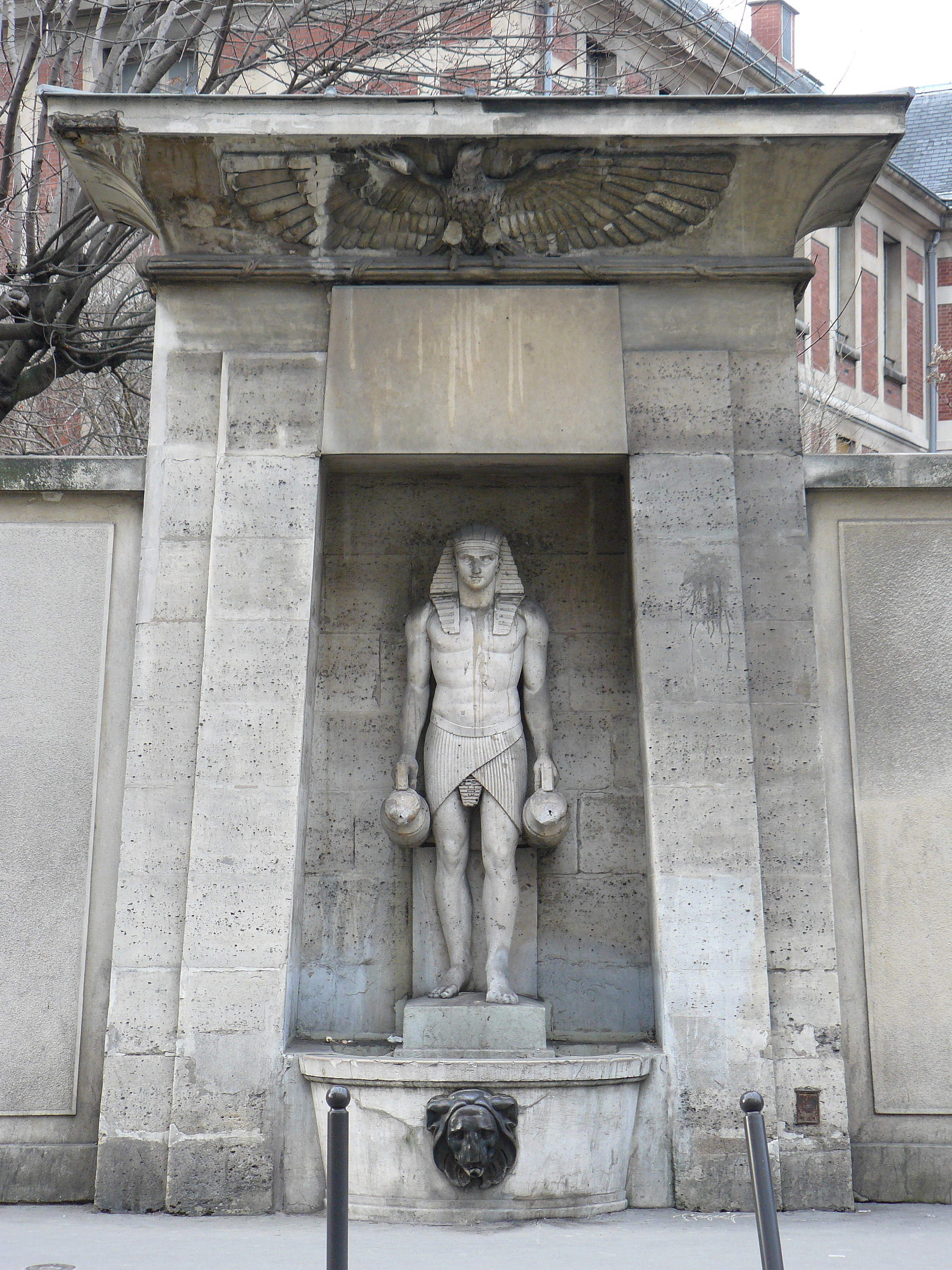
Fontaine du Fellah, Paris

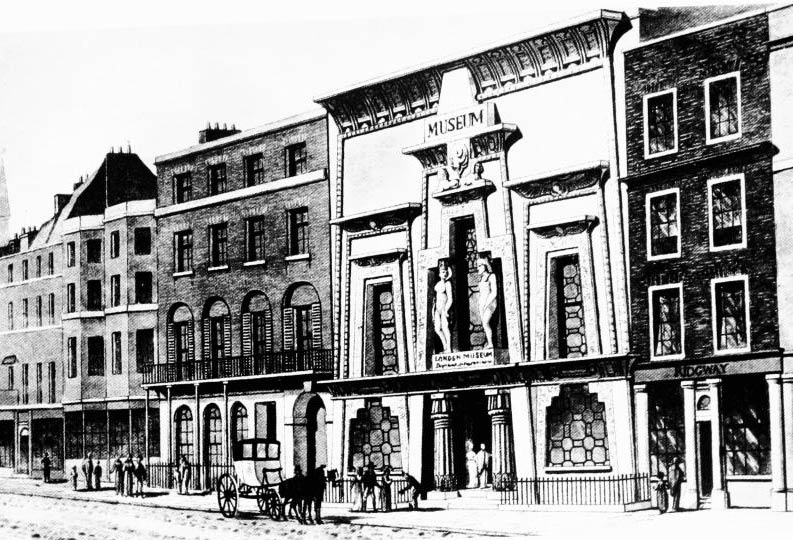
Die Ägyptische Halle des Architekten und Kunstsammlers Thomas Hope (1796–1831) in Piccadilly, London 1815

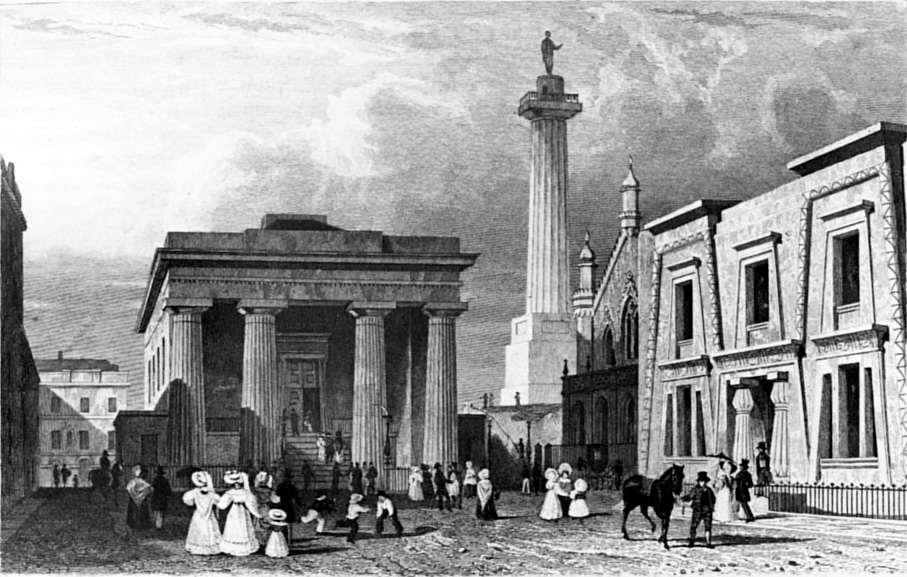
Odd Fellows Hall (Bibliothek) in Plymouth-Devonport (rechts)

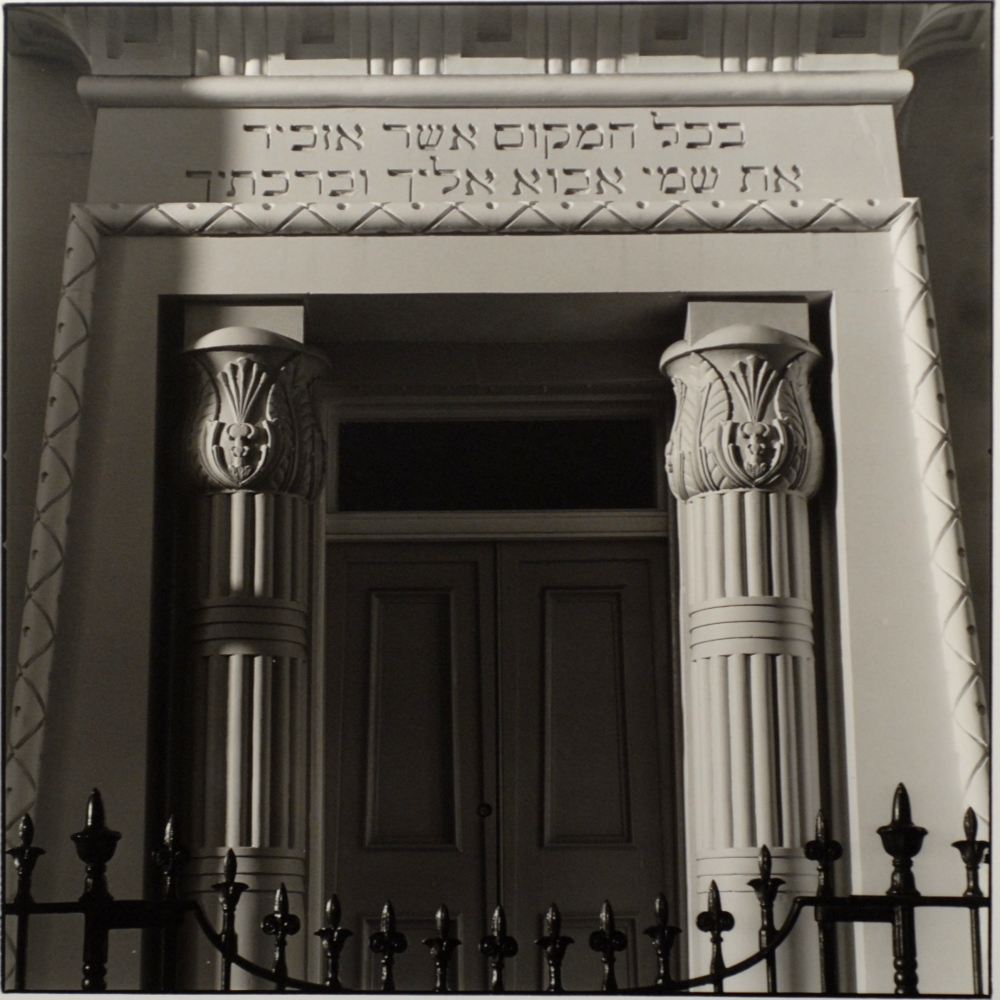
Synagoge in Hobart

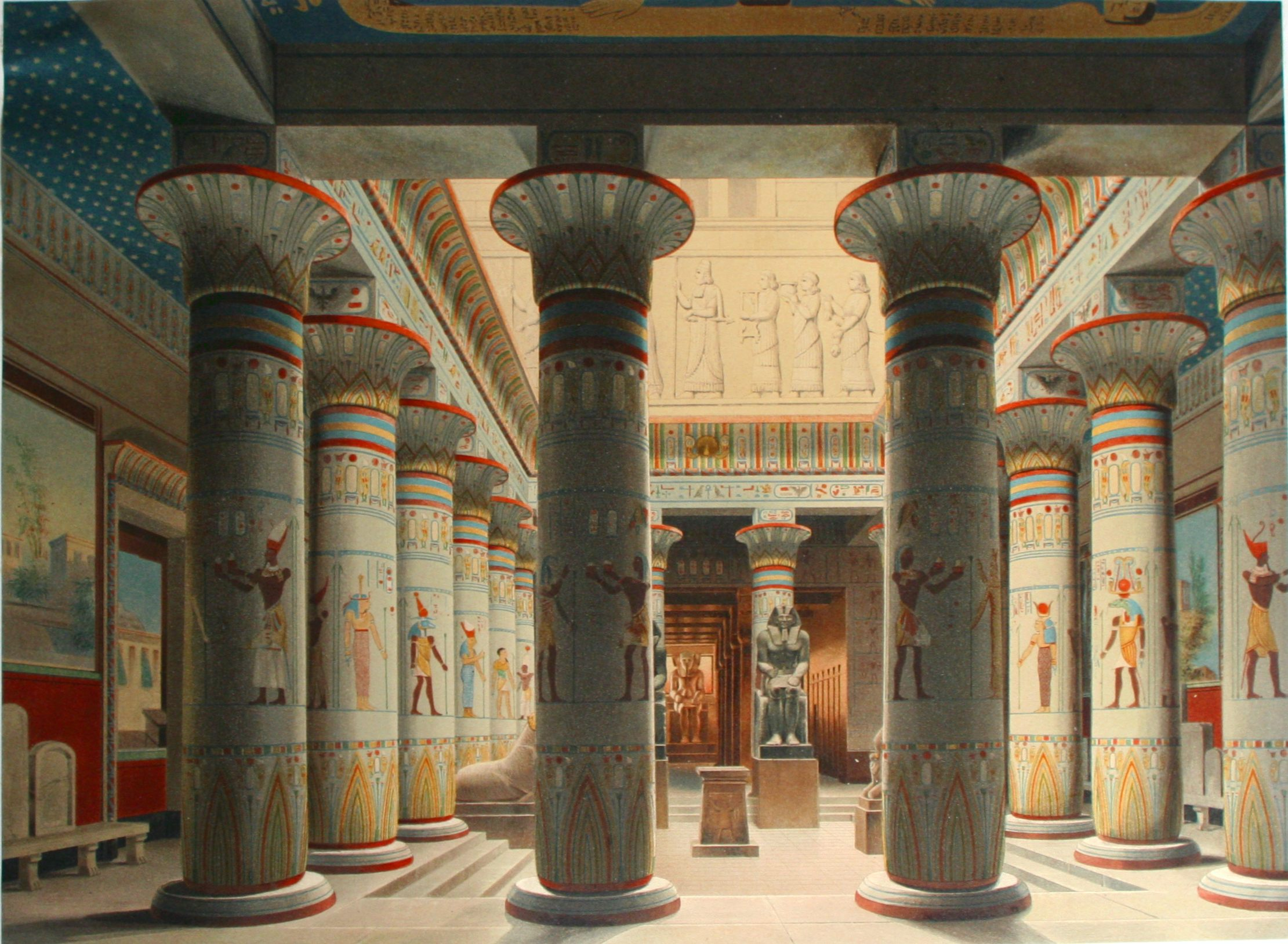
Neues Museum Berlin, Ägyptischer Hof (Lithografie nach einem Aquarell von Eduard Gaertner)

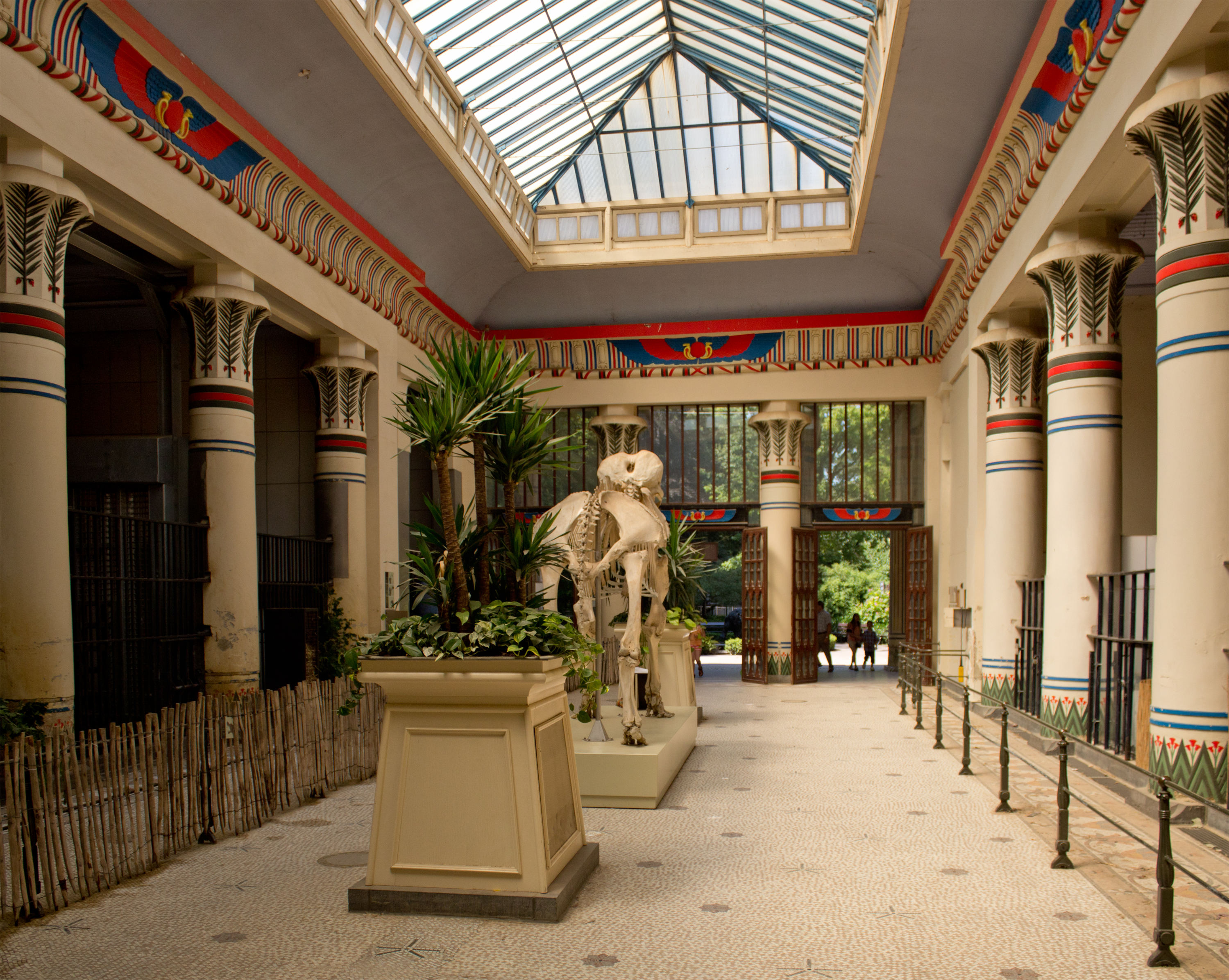
Elefantenhaus im Zoo Antwerpen

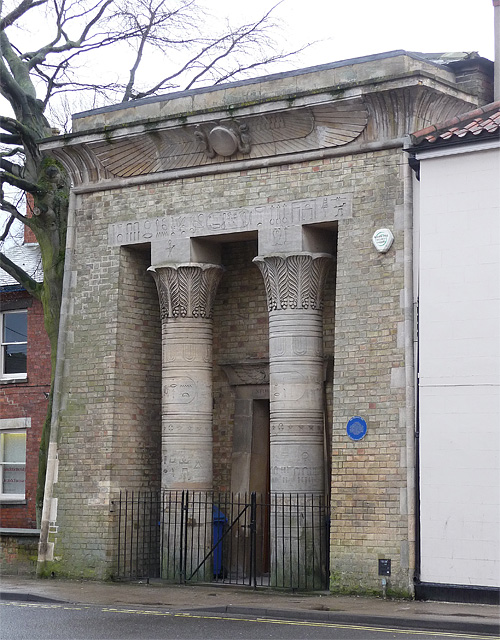
Freimaurer-Loge in Boston (Lincolnshire)

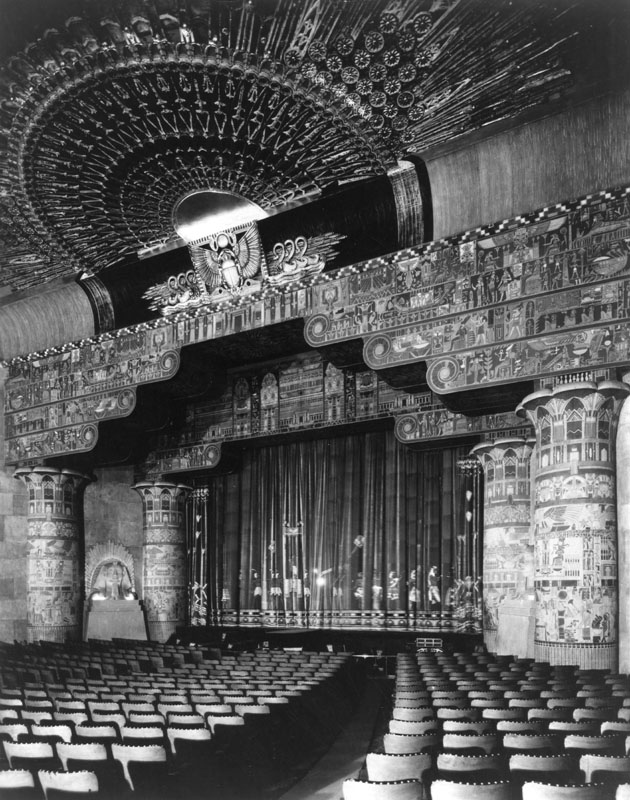
Grauman’s Egyptian Theatre, eröffnet 1922 in Hollywood, Kalifornien

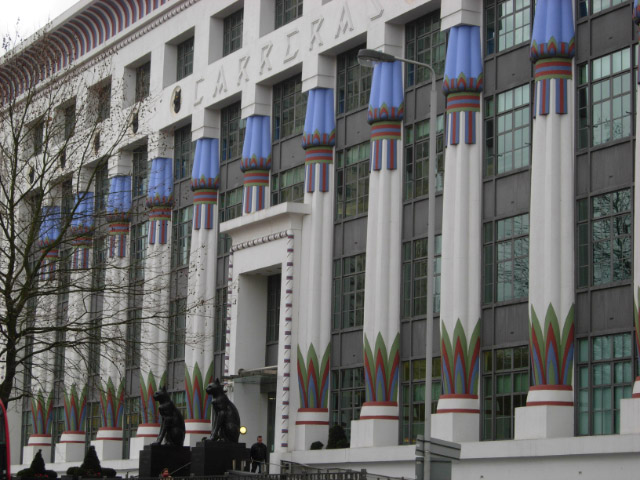
Carrera Building, London

Ägyptisches Kino in Ogden, Utah (1923)

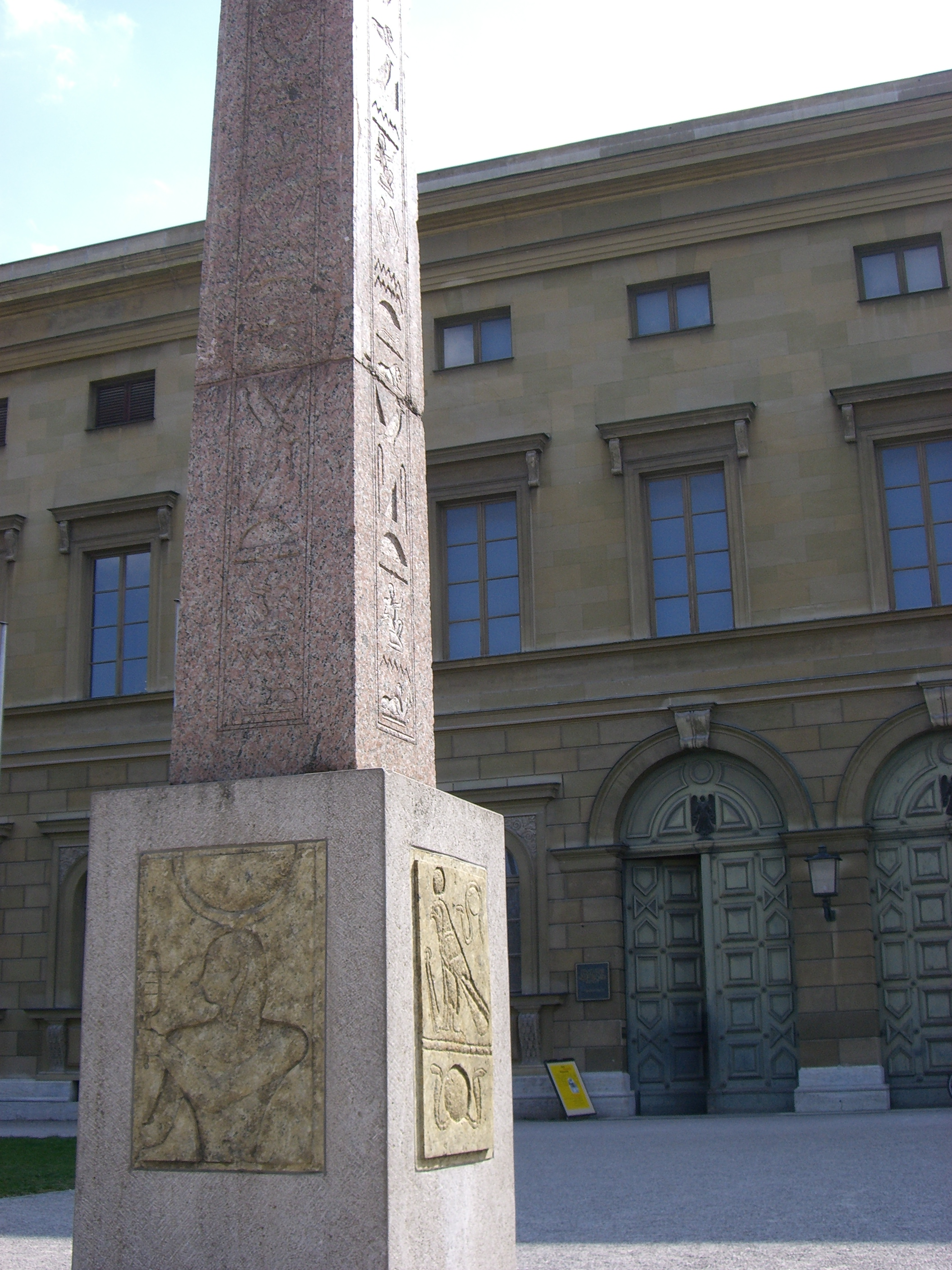
Obelisk vor dem früheren Eingang zum Staatlichen Museum Ägyptischer Kunst München, damals in der Residenz

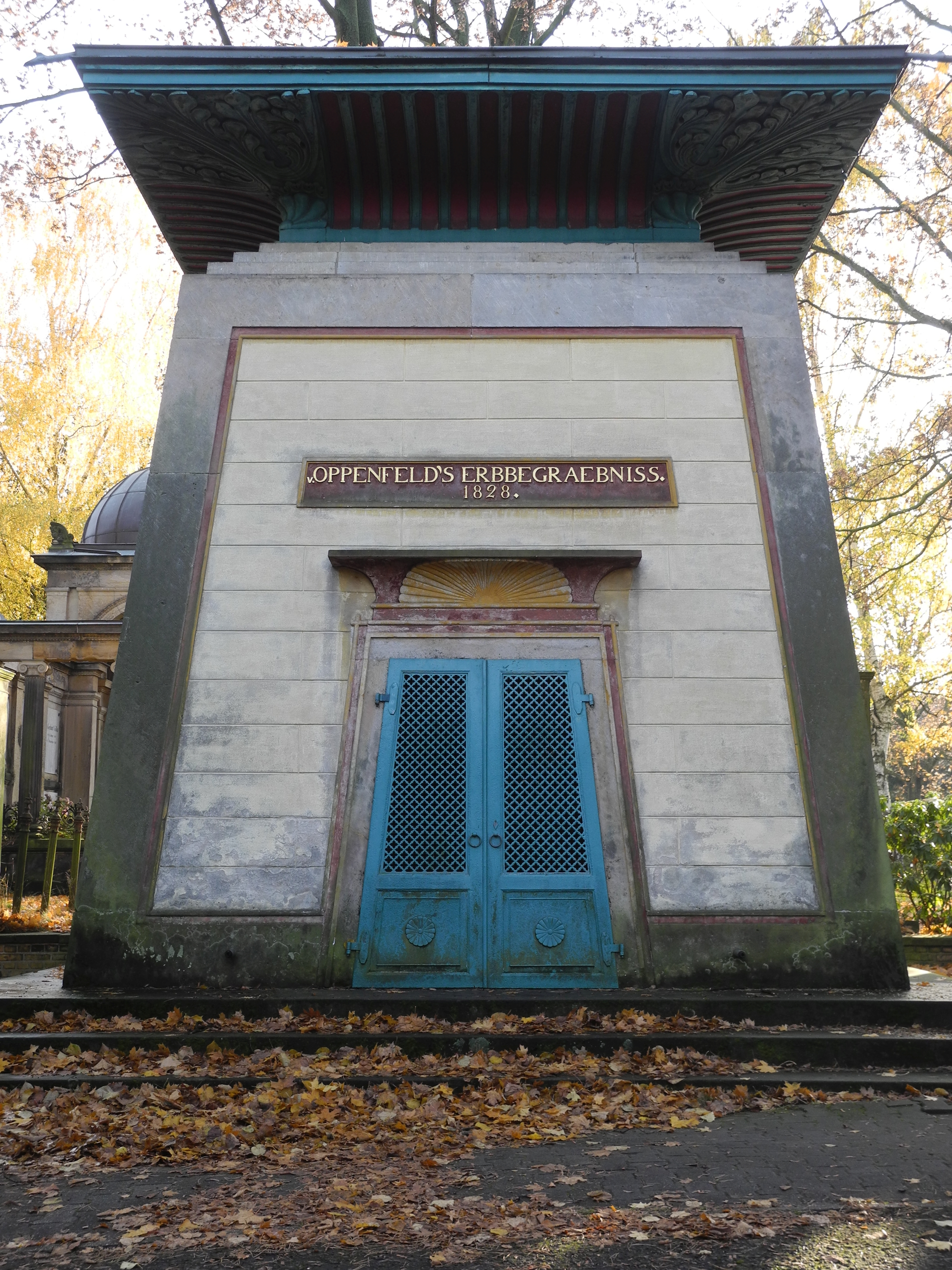
„v. Oppenfeld's Erbbegraebniss. 1828.“ Dreifaltigkeitskirchhof II, Berlin-Kreuzberg, Bergmannstr.

Der Neuägyptische Stil war eine Stilrichtung in der bildenden Kunst von der Mitte des 18. bis in den Beginn des 20. Jahrhunderts.

## Liste
In dieser Liste werden Bauwerke und Anlagen aufgenommen, die zu dieser Stilrichtung zählen und realisiert wurden.
| Objekt | Ort                                                        | Architekt                                                            | Bauzeit                                                            | Bemerkung(en) |
| --- | ---------------------------------------------------------- | -------------------------------------------------------------------- | ------------------------------------------------------------------ | --- |
| Ausstattung des Cafè Inglese                                                                               | Rom                                                        | Giovanni Battista Piranesi                                           | 1768, ca.                                                          | nicht erhalten |
| Raumdekoration der Stanza di Papiri                                                                        | Vatikan                                                    | Anton Raphael Mengs                                                  | 1771–1773                                                          | |
| Ehrensäule                                                                                                 | Hanau                                                      | Landgraf Wilhelm IX. von Hessen-Hanau                                | 1775                                                               | |
| Ausstattung von Garten und Schloss Bagatelle von Karl X., damals Comte d’Artois und Bruder von Ludwig XVI. | Bois de Boulogne, Paris                                    |                                                                      | 1777                                                               | |
| Wandverkleidung der Stanza Egizia in der Villa Borghese                                                    | Rom                                                        | Tommaso Conca, Antoine Grandjacquet                                  | 1778–1782                                                          | |
| „Canopus“ im Garten der Villa Altichiero                                                                   | Padua                                                      | unbekannt                                                            | 1780 oder kurz danach                                              | nicht erhalten |
| Garten von Louisenlund                                                                                     | Eckernförde                                                | Landgraf Karl von Hessen-Kassel                                      | 1780, ca.                                                          | |
| Pyramide                                                                                                   | Staatspark Wilhelmsbad, Hanau                              | Landgraf Wilhelm IX. von Hessen-Hanau                                | 1784 oder kurz danach                                              | Errichtet zum Andenken an Prinz Friedrich von Hessen-Kassel (1772–1784). |
| Neuer Garten                                                                                               | Potsdam                                                    | Johann Friedrich Eyserbeck / Friedrich Wilhelm II. von Preußen       | 1786 oder kurz danach                                              | |
| Kanopus im Untergeschoss des Pantheon im Garten von Wörlitz                                                | Wörlitz                                                    | Franz von Anhalt-Dessau                                              | 1790                                                               | |
| Eingangsportal des Friedhofs                                                                               | Ludwigslust                                                | Johann Joachim Busch für Friedrich Franz I. von Mecklenburg-Schwerin | 1791/92                                                            | Das Gebäude ist einem altägyptischen Tempeltor nachempfunden. |
| Mausoleum für John Hobart, 2. Earl of Buckinghamshire                                                      | Blickling, Norfolk                                         | Joseph Bonomi der Ältere                                             | 1794                                                               | Grabmal in Form einer Pyramide |
| Synagoge Karlsruhe                                                                                         | Karlsruhe                                                  | Friedrich Weinbrenner                                                | 1798–1806                                                          | nicht erhalten (1871 durch Brand zerstört) |
| Passage du Caire                                                                                           | Place du Caire, Paris                                      |                                                                      | 1801 ca.                                                           | Die Passage stammt von 1801, die Baudekoration an No. 2, Place du Caire, Zugang von dort, von 1828 und J.-G. Garraud. |
| Portikus des Hôtel Beauharnais                                                                             | Paris                                                      | Jean-Augustin Renard                                                 | 1803–1805                                                          | Heute: Residenz des Deutschen Botschafters in Paris |
| Fontaine du Fellah                                                                                         | Rue de Sèvres, Paris                                       | François-Jean Bralle                                                 | 1806 oder kurz danach                                              | Einer von 15 öffentlichen Brunnen, die in Paris zu bauen Napoleon anordnete, sechs davon in neuägyptischem Stil |
| Fontaine de la Victoire                                                                                    | Place du Châtelet, Paris                                   |                                                                      | 1808                                                               | Brunnendenkmal für die Große Armee und einer von 15 öffentlichen Brunnen, die in Paris zu bauen Napoleon anordnete, sechs davon in neuägyptischem Stil |
| Ägyptischer Tempel im Park von Charles-Maurice de Talleyrand-Périgord                                      | Valençay                                                   |                                                                      | 1809/10                                                            | nicht erhalten |
| Egyptian Hall                                                                                              | London, Piccadilly                                         | Peter Frederick Robinson                                             | 1811/12                                                            | nicht erhalten |
| Denkmal für General Louis Charles Antoine Desaix                                                           | Place des Victoires, Paris                                 |                                                                      | Erstes Französisches Kaiserreich                                   | |
| Grab von Carlo Buonaparte                                                                                  | Garten von Saint-Leu-la-Forêt                              | Napoleon Bonaparte                                                   | Erstes Französisches Kaiserreich                                   | |
| Wohnhaus und Ausstellungshalle                                                                             | Piccadilly, London                                         | Thomas Hope (1796–1831)                                              | 1815                                                               | nicht erhalten |
| Odd Fellows Hall                                                                                           | Plymouth-Devonport                                         | John Foulston                                                        | 1823                                                               | Bibliotheksgebäude |
| Ägyptisches Tor zum Park der Villa Borghese                                                                | Rom                                                        | Luigi Canina                                                         | 1825–1828                                                          | |
| „v. Oppenfeld's Erbbegraebniss“                                                                            | Berlin-Kreuzberg, Dreifaltigkeitskirchhof II, Bergmannstr. |                                                                      | ca. 1828                                                           | Grabmal (Mausoleum) |
| Egyptian House                                                                                             | Penzance                                                   | John Lavin                                                           | 1835–1840, ca.                                                     | |
| Bürogebäude der Flachsspinnerei John Marshall & Co.                                                        | Leeds                                                      | Joseph Bonomi der Jüngere und James Combe                            | 1838–1841 oder 1842                                                | Das Gebäude hat die Form eines ptolmäisch-ägyptischen Tempels, |
| Synagoge Hobart                                                                                            | Hobart                                                     | James Thomson                                                        | 1845                                                               | |
| Ägyptischer Hof im Neuen Museum                                                                            | Berlin                                                     | Friedrich August Stüler                                              | 1845–1855                                                          | Im Zweiten Weltkrieg teilzerstört. |
| Elefantenhaus                                                                                              | Zoo Antwerpen                                              | Charles Servais                                                      | 1856                                                               | Das Gebäude trägt eine Bauinschrift in Hieroglyphen |
| Freimaurer-Loge                                                                                            | Boston (Lincolnshire)                                      |                                                                      | 1860–1863                                                          | Das Gebäude ist eine Replik des nubischen Tempels von Dendur und trägt eine Bauinschrift in Hieroglyphen |
| Informationspavillon der Compagnie universelle du canal maritime de Suez                                   | Weltausstellung 1867 in Paris                              | Alfred Chapon                                                        | 1867                                                               | nicht erhalten |
| Ägyptischer Tempel                                                                                         | Weltausstellung 1867 in Paris                              | Auguste Mariette                                                     | 1867                                                               | nicht erhalten |
| Centralia Sentinel Building                                                                                | Centralia (Illinois), 232 East Broadway                    |                                                                      | erbaut: 1881. Im neuägyptischen Stil umgestaltet: 1922 und 1929    | Zeitungsgebäude des „Centralia Sentinel“. Das südliche Illinois ist auch als „Little Egypt“ bekannt. |
| Villa Le Typhonium                                                                                         | Wissant am Pas de Calais                                   | Edmond De Vigne                                                      | ca. 1891                                                           | Bauherren: Das französische Maler-Ehepaar Adrien Demont und Virginie Demont-Breton |
| Fine Arts Building (De Young Museum)                                                                       | San Francisco, Golden Gate Park                            | Charles C. McDougall                                                 | ca. 1894                                                           | Für die California Midwinter International Exposition 1894 im Golden Gate Park errichtet. 1895 zog das De Young Museum ein. Beim Erdbeben im April 1906 erheblich beschädigt, zunächst repariert, dann aber für nicht mehr sicher erklärt und (wohl 1919) abgerissen. |
| L’Histoire de l’Habitation: Rekonstruiertes altägyptisches Wohnhaus                                        | Paris                                                      | Charles Garnier                                                      | 1889                                                               | nicht erhalten |
| Straußenhaus                                                                                               | Zoologischer Garten Berlin                                 | Heinrich Joseph Kayser und Karl von Großheim                         | 1899                                                               | nicht erhalten |
| Freimaurer-Tempel von Santa Cruz de Tenerife                                                               | Santa Cruz de Tenerife, Spanien                            | Architekten: Manuel de Cámara                                        | 1902                                                               | Freimaurer-Tempel |
| El Jebel Temple                                                                                            | Denver, Colorado                                           | Architekten: Gebrüder Baerresen; Wandbemalung: Jens Eriksen          | 1907                                                               | Freimaurer-Tempel des „Masonic order of El Jebel Shriners“ |
| Tate-Mausoleum                                                                                             | St. Louis, Missouri, Bellefontaine-Friedhof                | Eames & Young                                                        | 1907                                                               | Mausoleum des Theater-Betreibers Frank N. Tate und seiner Frau |
| Grabmal von Franklin Winfield Woolworth                                                                    | New York City (Bronx), Woodlawn-Friedhof                   | John Russell Pope                                                    | ca. 1919                                                           | Grabmal (Mausoleum) für den Erben der Einzelhandelskette Woolworth |
| Le Louxor                                                                                                  | Paris                                                      | Henri-André Zipcy                                                    | 1921                                                               | Kino |
| Grauman’s Egyptian Theatre                                                                                 | Hollywood (Los Angeles), USA                               | Sid Grauman                                                          | 1922                                                               | Kino |
| Reebie Storage Warehouse                                                                                   | Chicago, Illinois, Lincoln Park, 2325 N Clark St           | Architekt: George S. Kingsley, Terracotta-Ornamente: Fritz Albert    | 1922                                                               | Lagerhaus der Reebie Storage and Moving Company |
| Peery’s Egyptian Theater                                                                                   | Ogden, Utah, USA                                           | Leslie S. Hodgson                                                    | 1924                                                               | |
| Liberty Memorial                                                                                           | Kansas City (Missouri), USA                                | Harold Van Buren Magonigle (1867–1933)                               | Grundsteinlegung im November 1921, Einweihung am 11. November 1926 | Kriegerdenkmal für die Gefallenen des Ersten Weltkriegs |
| Richard J. Riordan Central Library                                                                         | Los Angeles, USA                                           | Bertram Goodhue (1869–1924)                                          | 1925                                                               | Hauptgebäude der Los Angeles Library, neoägytischer Stil mit spanisch-mexikanischen Einflüssen |
| Carreras Building                                                                                          | London                                                     | Architekten: M. E. Collins, O. H. Collins und A. G. Porri            | 1926–1928                                                          | Errichtet unter dem Einfluss der „Ägyptomania“ nach dem Öffnen des Grabes von Tutanchamun 1923 |
| Carlton Cinema                                                                                             | London                                                     | George Coles                                                         | 1930 oder 1935                                                     | Kino |